# Viscositeit

De vloeistof op de onderste afbeelding heeft een hogere viscositeit dan de transparante vloeistof op de bovenste afbeelding en zal dus meer weerstand bieden tegen externe vervormingskrachten.

Viscositeit, ook bekend als stroperigheid, traagvloeibaarheid of dikvloeibaarheid, is een fysische materiaaleigenschap van een vloeistof of van een gas. Het is de eigenschap van een fluïdum die aangeeft in welke mate deze weerstand biedt tegen vervorming door schuifspanning.
Zo is water een voorbeeld van een vloeistof met een lage viscositeit, honing een voorbeeld van een vloeistof met een hoge viscositeit. Vloeistoffen met een hoge viscositeit worden viskeus genoemd. Het vloeigedrag van stoffen wordt bestudeerd in de reologie.
De naam viscositeit is afgeleid van de Latijnse naam voor de maretak, viscum album, bessen waarvan in vroegere tijden vogellijm werd gemaakt.

## Definitie
Er zijn meerdere begrippen die de viscositeit uitdrukken. Naast de dynamische viscositeit zijn er ook de kinematische viscositeit, die direct uit de dynamische berekend kan worden, de bulkviscositeit en de rekviscositeit.
Zonder nadere aanduiding wordt over het algemeen met viscositeit de dynamische viscositeit bedoeld. Dat is de weerstand die een fluïdum biedt aan een afschuivende kracht, bijvoorbeeld onder invloed van bewegende voorwerpen.
Neem twee evenwijdige platen op een afstand {\displaystyle \mathrm {d} y}, met een vloeistof ertussen. Als de platen ten opzichte van elkaar zijdelings schuiven met snelheidsverschil {\displaystyle \mathrm {d} v}, ontstaat er een snelheidsgradiënt {\displaystyle \mathrm {d} v/\mathrm {d} y} tussen de platen. Daarvoor is een kracht nodig, of beter: een schuifspanning {\displaystyle \tau _{yx}}, gedefinieerd als de kracht gedeeld door de oppervlakte, met als eenheid de pascal. Voor veel 'eenvoudige' vloeistoffen, die newtoniaanse vloeistoffen worden genoemd, is de schuifspanning evenredig met de snelheidsgradiënt:
{\displaystyle \tau _{yx}=\eta {\mathrm {d} v_{x} \over \mathrm {d} y}}
De evenredigheidsconstante {\displaystyle \eta } is de (dynamische) viscositeit van de vloeistof; hiervoor wordt ook wel het symbool {\displaystyle \mu } gebruikt. De eenheid van viscositeit is de pascalseconde (Pa·s) (equivalent aan N·s/m2 of kg/(m·s)). Soms wordt voor pascalseconde de verouderde term poiseuille gebruikt.
De bovenstaande relatie, bekend als de viscositeitswet van Newton, is alleen geldig bij laminaire stroming, dus als de snelheidsgradiënten klein genoeg zijn. Bij te hoge stroomsnelheid ontstaat turbulentie, en dan verdwijnt de lineaire relatie tussen snelheidsgradiënt en schuifspanning.

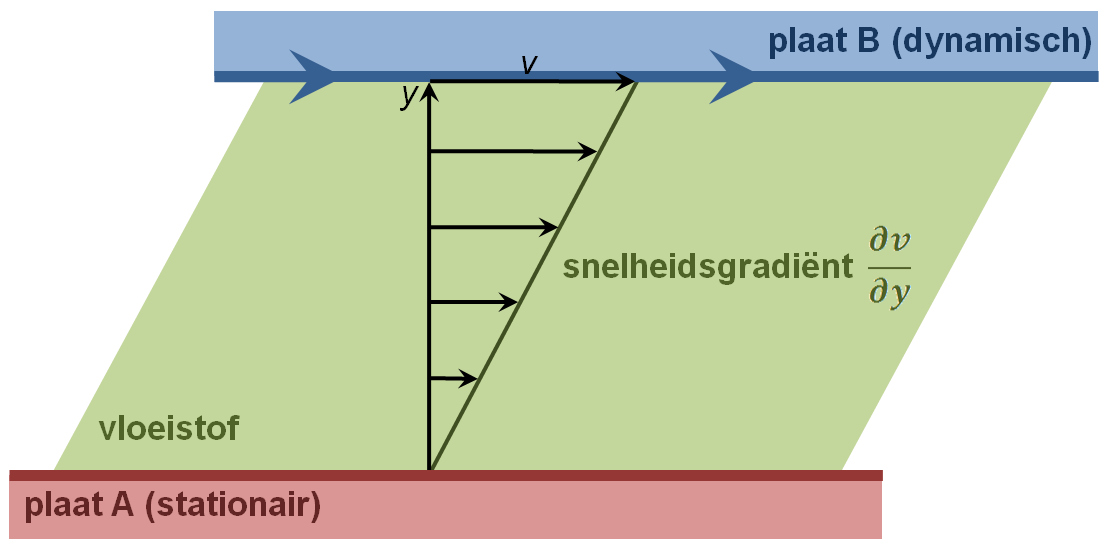
Illustratie van de viscositeit. Plaat B beweegt ten opzichte van plaat A. De kracht die hiervoor nodig is, is evenredig met de schuifspanning van de vloeistof tussen de platen.

De betekenis van de schuifspanning kan begrepen worden door twee lagen in de stromende vloeistof te bekijken met een onderlinge afstand {\displaystyle \Delta y} en een snelheidsverschil {\displaystyle \Delta v}. Om dit verschil in stand te houden is voor een oppervlak {\displaystyle A} (oppervlakte van de bewegende plaat B in de figuur) een kracht {\displaystyle F} nodig. Omdat in dit geval de snelheidsgradiënt {\displaystyle \mathrm {d} v/\mathrm {d} y} overal in de vloeistoflaag gelijk is aan {\displaystyle \Delta v/\Delta y}, geldt voor deze kracht:
{\displaystyle F=\tau _{yx}A=\eta {\mathrm {d} v_{x} \over \mathrm {d} y}A=\eta {\Delta v \over \Delta y}A}
De kracht dus is recht evenredig met de viscositeit, het oppervlak en het snelheidsverschil tussen de platen, en omgekeerd evenredig met de afstand ertussen.

## Voorbeelden en eigenschappen
Enkele voorbeelden van de viscositeit van vloeistoffen: water (20 °C): 1,002 mPa·s; bloed: 10 mPa·s; glycerine: ca. 1000 mPa·s; pindakaas: 150 000 tot 250 000 mPa·s.
Gassen hebben doorgaans een ongeveer 100 maal lagere viscositeit dan vloeistoffen. Aardgas heeft bijvoorbeeld tussen 0 °C en 20 °C een viscositeit van ongeveer 10 μPa·s (0,010 mPa·s).
De viscositeit van een vloeistof is sterk afhankelijk van de temperatuur: bij hogere temperaturen zijn veel vloeistoffen minder viskeus dan bij lagere temperaturen. Bij gassen is dit omgekeerd: bij hogere temperatuur wordt een gas juist viskeuzer.
Zeer stroperige vloeistoffen zoals bitumen lijken op een vaste stof, maar kunnen toch ook bij kamertemperatuur vloeigedrag vertonen. De vloeibaarheid van bitumen is aangetoond door middel van het pekdruppelexperiment. Bitumen is een belangrijk bestanddeel van asfalt en zorgt voor de visco-elastische eigenschappen van asfalt. Zo wordt de ribbelvorming die vaak optreedt voor de stopstrepen van druk bereden kruispunten met verkeerslichten, verklaard door visco-elastische vervorming onder invloed van rem- en aanzetkrachten van het verkeer. Hierbij speelt ook de temperatuur een belangrijke rol, aangezien de stroperigheid van bitumen afneemt bij hogere temperaturen.
Vloeibaar helium verliest alle stroperigheid als het onder een bepaalde temperatuur wordt afgekoeld. Deze "supervloeibare" fase heeft allerlei bijzondere eigenschappen.

## Meting
Er bestaan verschillende methoden om de viscositeit van vloeistoffen te meten:
Capillaire viscositeitsmeter
Men laat in een viscometer een afgemeten hoeveelheid van de vloeistof door een capillair stromen, en meet de tijd die daarvoor nodig is. De resultaten worden vergeleken met een controlemeting aan een vloeistof met bekende viscositeit. Dit heet de kinematische bepaling. Een vaak gebruikte viscosimeter is de Ubbelohde-buis of de Cannon Fenske-buis. De meest geaccepteerde standaard die deze meting beschrijft is de ASTM D445. De ASTM D446 beschrijft de meest geaccepteerde soorten capillairen.
Bij de D445 is ca. 50 ml monster nodig voor de bepaling. Om niet-doorzichte vloeistof te meten kan de omgekeerde flow worden toegepast. Hierbij zuigt men de vloeistof aan via de bovenkant van het capillair. Vervolgens wordt het capillair omgedraaid en stroomt de vloeistof naar beneden.
De D445 omschrijft correcties die moeten worden toegepast zoals die voor de zwaartekracht. Kinematische bepaling is zeer nauwkeurig. Een nauwkeurigheid van beter dan 0,3% is mogelijk. Temperatuurveranderingen tijdens de meting beïnvloeden al snel de meting. Daarom wordt de meting uitgevoerd in een vloeistofbad dat nauwkeurig op temperatuur gehouden wordt. Bij laagviskeuze soorten (<100 cSt) geeft een temperatuurverandering van 0,02 °C een afwijking van 0,7%.
De ASTM D7279 beschrijft het type Houillon dat is gebaseerd op kleinere hoeveelheden. Hierbij stroomt het monster rechtstreeks van boven naar beneden door het capillair zonder eerst te worden opgevangen in een buffer ruimte. De Houillon-methode vergt echter kunde met betrekking tot het injecteren van het monster en is minder nauwkeurig (2%) dan de D445-methode.
Rotatieviscositeitmeter
Men laat een bekend lichaam (spindel) met een ingegeven rotatiesnelheid ronddraaien in de te meten vloeistof. De kracht (koppel) die de spindel ondervindt wordt gemeten met behulp van een veer. Deze kracht wordt, rekening houdend met type spindel en rotatiesnelheid, omgerekend naar de juiste (dynamische) viscositeit. De bekendste rotatieviscositeitmeter is de Brookfield. In een ver ver verleden waren alleen relatieve viscositeitmetingen mogelijk. Door de verdere ontwikkelingen van diverse accessoires is het mogelijk geavanceerde absolute viscositeitmetingen te verrichten met concentrische cilinder en kegel/plaat geometrieën.
Torsiebalans
Met een torsiebalans meet men de uitslag van een binnencilinder terwijl men de buitencilinder met een vaste snelheid ronddraait. In de annulaire (ringvormige) ruimte tussen de twee cilinders bevindt zich de vloeistof waarvan de viscositeit bepaald moet worden. Een variatie op deze cilindrische uitvoering is de kegel en plaat viscometer.
Kogel
Men laat een rond balletje in de vloeistof zinken. Na een zekere valtijd wordt de snelheid van de bal constant. Uit het krachtenevenwicht tussen de zwaartekracht, de opwaartse kracht en de weerstand van de vloeistof kan de viscositeit bepaald worden. Zie ook de Navier-Stokes-vergelijkingen. Dit apparaat bestaat in glazen uitvoeringen, maar bestaat ook in metaal voor metingen bij verhoogde druk en temperatuur. Deze methode werkt alleen voor sterk viskeuze stoffen.
Met de tweede methode kan ook de viscositeit worden vastgesteld als functie van de afschuifsnelheid: bij gewone vloeistoffen is de gemeten kracht recht evenredig met de snelheid: de viscositeit is niet afhankelijk van de snelheid (newtoniaanse vloeistoffen). Voor sommige vloeistoffen neemt de viscositeit bij toenemende snelheid toe, voor andere vloeistoffen neemt hij af. Met de tweede methode kan ook de opslag en verlies modulus van visco-elastische vloeistoffen worden gemeten door de buitencilinder of plaat niet met een vaste snelheid te laten ronddraaien maar door deze met wisselende frequenties te laten oscilleren.

## Dynamische viscositeit
η = dynamische viscositeit (Pa·s), of in SI-basiseenheden kg·m−1·s−1
{\displaystyle \eta =K\cdot (\rho _{1}-\rho _{2})\cdot t}
{\displaystyle \eta } dynamische viscositeit in cP (centipoise)
{\displaystyle K} kogelconstante in cP·cm³/(g·s)
{\displaystyle \rho _{1}} dichtheid van de kogel in g/cm³.
{\displaystyle \rho _{2}} dichtheid van de vloeistof waarvan je de viscositeit wil bepalen in g/cm³
{\displaystyle t} looptijd van de kogel in seconden.

## Kinematische viscositeit
Naast de dynamische viscositeit (symbool: η) kent men de kinematische viscositeit (ν).
{\displaystyle \nu ={\eta  \over \rho }}
Hierin is
ν = kinematische viscositeit (m2/s)
η = dynamische viscositeit (Pa·s)
ρ = dichtheid (kg/m3)

## Eenheden
De SI-eenheid van dynamische viscositeit is de Pascalseconde:
1 Pa·s = 1 N·s/m2= 1 Pl
Enkele oude eenheden zijn:
- poiseuille: 1 Pl = 1 Pa·s = 1 N·s/m2
- Een oude cgs-eenheid voor (dynamische) viscositeit is: poise (P) = 1 dyn·s/cm2 = 1 g/cm·s = 0,1 Pa·s. Meer gebruikelijk is de centipoise (1 cP = 1 mPa·s). Dat is ongeveer de viscositeit van water.

Een oude eenheid voor kinematische viscositeit is:
- stokes: 1 St = 1 cm2/s
- centistokes: 1 cSt = 0,01 St = 1 mm2/s

Omrekenfactoren voor andere oude eenheden:
- 1 lb/ft·h = 413,3789 μPa·s
- 1 lbf·h/ft2 = 172,369 kPa·s
- 1 lbf·s/ft3 = 157,0875 Pa·s/m
- 1 reyn = lbf·s/in2 = 6894,757 Pa·s

## Enkele viscositeitswaarden
| Substantie                    | Dynamische viscositeit [mPa·s] |
| ----------------------------- | ------------------------------ |
| Water (20 °C)                 | 1,0                            |
| Water (25 °C)                 | 0,891                          |
| Petroleum                     | 0,65                           |
| n-pentaan (25 °C)             | 0,224                          |
| n-hexaan                      | 0,320                          |
| n-heptaan                     | 0,410                          |
| Octaan                        | 0,538                          |
| Nonaan                        | 0,711                          |
| Chloroform                    | 0,56                           |
| Decaan                        | 0,920                          |
| Ethanol                       | 1,19                           |
| Benzeen (25 °C)               | 0,601                          |
| Glycerol                      | 1480                           |
| Verf                          | ~ 102                          |
| Paraffineolie                 | 102 tot 106                    |
| Gesmolten kunststof           | 103 tot 1013                   |
| Bitumen (60 °C)               | ~ 105                          |
| Kwik                          | 1,55                           |
| Glas (verwerkingstemperatuur) | ~ 102 tot 104                  |
| Glas (kamertemperatuur)       | ~ 1018 tot 1020                |
| Bloed (37 °C)                 | 4 tot 25                       |
| Druivensap                    | 2 tot 5                        |
| Olijfolie                     | ~ 102                          |
| Honing                        | ~ 104                          |
| Stroop                        | ~ 105                          |
| Room                          | ~ 10                           |

## Bulkviscositeit
Het bovenstaande is een vereenvoudigde benadering die geldig is voor stromingen waarbij het fluïdum niet wordt samengedrukt. In het algemeen kunnen we een stroming ontbinden in een deel dat geen verandering van volume teweegbrengt, en een deel dat dat wel doet. Dat laatste deel is bijvoorbeeld belangrijk bij het beschrijven van geluidsgolven. De hierboven beschreven viscositeit (de afschuifviscositeit) heeft betrekking op stromingen waarbij het fluïdum niet wordt samengedrukt of uitzet, maar er is ook een bulkviscositeit of tweede viscositeit die de spanning beschrijft ten gevolge van stromingen die de vloeistof samendrukken of doen uitzetten, zoals in het geval van geluidsgolven. Merk overigens op dat in dat geval doorgaans ook een verandering in de druk plaatsvindt.
De bulkviscositeit is doorgaans veel groter dan de afschuifviscositeit, en voor vloeistofstromingen kan men vaak aannemen dat de vloeistof onsamendrukbaar is, waardoor de bulkviscositeit irrelevant wordt. Ook de beschrijving in termen van twee viscositeiten gaat nog steeds alleen op voor het geval van een newtoniaanse vloeistof.